# Ottone Bianchi
Ottone Bianchi (fl. XIII secolo) è stato un vescovo cattolico italiano, vescovo di Acqui dal 1231 al 1238.

## Biografia
Discendente della famiglia dei Bianchi, Signori di Roccaverano prima dei del Carretto, Ottone fu arcidiacono della cattedrale di Acqui e cameriere di papa Gregorio IX. 
La prima traccia del suo episcopato si trova all'interno di una pergamenata datata 2 agosto 1231 che riporta un tentativo di risolvere l'ennesima disputa tra il capitolo della cattedrale di Santa Maria Assunta e i monaci di San Pietro da parte di Ottone, vescovo eletto, e dell'arciprete di Vesime don Arnaudo.
Per quanto Iozzi sostenga che già nel 1229 fosse stato nominato vescovo del Monferrato e anche creato cardinale, risulta l'unico a sostenerlo fra gli storici.
I primi anni del suo episcopato furono tranquilli; nel 1233 gli pervenne l'atto di solenne sottomissione al vescovo da parte delle autorità cittadine. Già dall'anno successivo le cose però si fecero più turbolente: il 2 agosto 1234 scomunicò il podestà Azone che si era macchiato del crimine di aver preso possesso del castello di Melazzo, proprietà della Chiesa, dopo avere fatto arrestare un sacerdote, e il 7 agosto del 1235 estendeva la scomunica anche al consiglio cittadino nella sua interezza, colpevole di avere imposto dei tributi al clero.
La situazione si risolse con l'annullamento delle delibere da parte dell'autorità cittadina, che portò il 12 marzo 1238 al perdono da parte di Ottone e la conseguente assoluzione dalle scomuniche.
Con l'avanzare dell'età richiese al papa di potersi ritirare dal proprio incarico, rinuncia che venne accolta dal pontefice il 23 dicembre 1238.